# Die Sage von Anatahan
Die Sage von Anatahan (Originaltitel The Saga of Anatahan / japanisch アナタハン Anatahan) aus dem Jahr 1953 war die letzte Regiearbeit des österreich-US-amerikanischen Regisseurs Josef von Sternberg, der zugleich für das Drehbuch und die Kamera verantwortlich war und auch die Erzählerstimme lieh. Er drehte den unabhängig produzierten Schwarzweißfilm in Japan. Von Sternberg übte eine ungewöhnlich scharfe Kontrolle über die Entstehung des Films aus, der außerhalb des Studiosystems entstand. Während der Film in Japan mäßigen Erfolg hatte, blieb er in den USA zunächst ohne Resonanz.
Der Film erzählt die auf wahren Begebenheiten beruhende Geschichte von einer Gruppe Männern und einer einzigen Frau, die sieben Jahre lang als Holdouts auf der Pazifikinsel Anatahan lebten. Als Vorlage diente ein Roman von Michiro Maruyama, einem der Holdouts, der als „Anatahan – Insel der Unseligen“ auch in Deutschland erschien.
Zwar kam Sternbergs Film Düsenjäger noch 1957 in die Kinos, diesen hatte er aber bereits vor Anatahan abgedreht. Das Eingreifen des Produzenten Howard Hughes, der mehrere Schnittfassungen verwarf, verhinderte über Jahre die Veröffentlichung von Düsenjäger.

## Handlung
Das Drehbuch Josef von Sternbergs beruht auf dem Roman von Michiro Maruyama, der die tatsächlichen Ereignisse beschreibt und von dem Koreaner Kang Younghill ins Englische übersetzt ist. Es geht um zwölf japanische Seeleute, die im Juni 1944 auf einer verlassenen und vergessenen Insel namens Anatahan stranden und sieben Jahre dort verbringen. Die einzigen Bewohner der Insel sind der Aufseher einer ehemaligen Plantage und eine attraktive junge japanische Frau. Die Disziplin wird verkörpert durch einen früheren Unteroffizier, sie bricht aber zusammen, als dieser einen desaströsen Gesichtsverlust erleidet. Bald werden dann Disziplin und Vernunft durch einen Kampf um die Macht und um die Frau ersetzt. Die Macht wird durch zwei Pistolen repräsentiert, die in einem auf der Insel verunglückten amerikanischen Flugzeug gefunden werden und äußert sich so brutal, dass fünf Männer den Kampf um die Herrschaft mit ihrem Leben bezahlen.

## Hintergrund
Anatahan, eine Insel des Marianenarchipels im  tropischen Pazifik, war der Ort des Geschehens. Hier strandeten während des Krieges dreißig japanischer Seeleute und Soldaten und eine japanische Frau. Die Schiffbrüchigen versteckten sich, bis sie sich 1951, fast sieben Jahre nach der Niederlage Japans, einem Rettungsteam der US-Navy ergaben. Die zwanzig Personen, die diese Hölle überlebt hatten, wurden bei ihrer Rückkehr im Nachkriegsjapan herzlich empfangen. Internationales Interesse, einschließlich eines Artikels im Magazin Life vom 16. Juli 1951 inspirierte Josef von Sternberg, die Geschichte für einen Spielfilm  mit dokumentarischem Hintergrund zu adaptieren, dessen Handlung sich im Rahmen der bekannt gewordenen Ereignisse bewegte.
Gegen Ende 1951 kamen schockierende persönliche Details ans Licht über Tod und Verschwinden von Männern im Rivalenkampf um die einzige Frau auf der Insel, Hogo Kazuko. Diese breitgetretenen Enthüllungen bewirkten ein Umschlagen der öffentlichen Meinung, und die Welle der Sympathie für die Überlebenden ebbte ab. Mit dem Ende der amerikanischen Besatzung des besiegten Japan 1952 kam es zu einem Wiedererstarken des ökonomischen und sozialen Selbstbewusstseins und der sehnliche Wunsch wurde bei den Japanern wach, Erinnerungen an die Leiden des Krieges zu verdrängen. Diese „rasche Transformation des politischen und sozialen Klimas“ beeinflusste die Rezeption des Films „Die Sage von Anatahan“ in Japan.

## Die Unternehmen Daiwa und Towa
Die Daiwa Productions Inc., eine unabhängige japanische Filmproduktionsfirma, wurde 1952 ausschließlich zu dem Zweck gegründet, den Film „Die Sage von Antahan“ zu drehen. Zu den Mitgeschäftsführern gehörten der Filmregisseur Josef von Sternberg, Nagamasa Kawakita und Yoshio Osawa, die beiden letzteren gewerbliche internationale Filmverleiher.
Kawakita gründete 1928 die Towa Trading Company, um den Austausch japanischer und europäischer Filme auf dem „Markt für städtisches Kunstkino“ zu fördern. Er war auch als Vertreter des deutschen Filmunternehmens UFA GmbH in Japan tätig. Der deutsche Regisseur und Produzent Arnold Fanck produzierte 1936 zusammen mit Kawakita den deutsch-japanischen Propagandafilm „Die Tochter des Samurai“ (englische Fassung The New Earth), um die kulturellen Bindungen zwischen den beiden Ländern zu festigen. Der anspruchsvolle Film mit hohem Budget wurde vollständig in Japan gedreht und fand die Billigung und Protektion durch den Reichspropagandaminister Joseph Goebbels im Nazi-Deutschland, wo er von der Kritik hoch gelobt wurde.

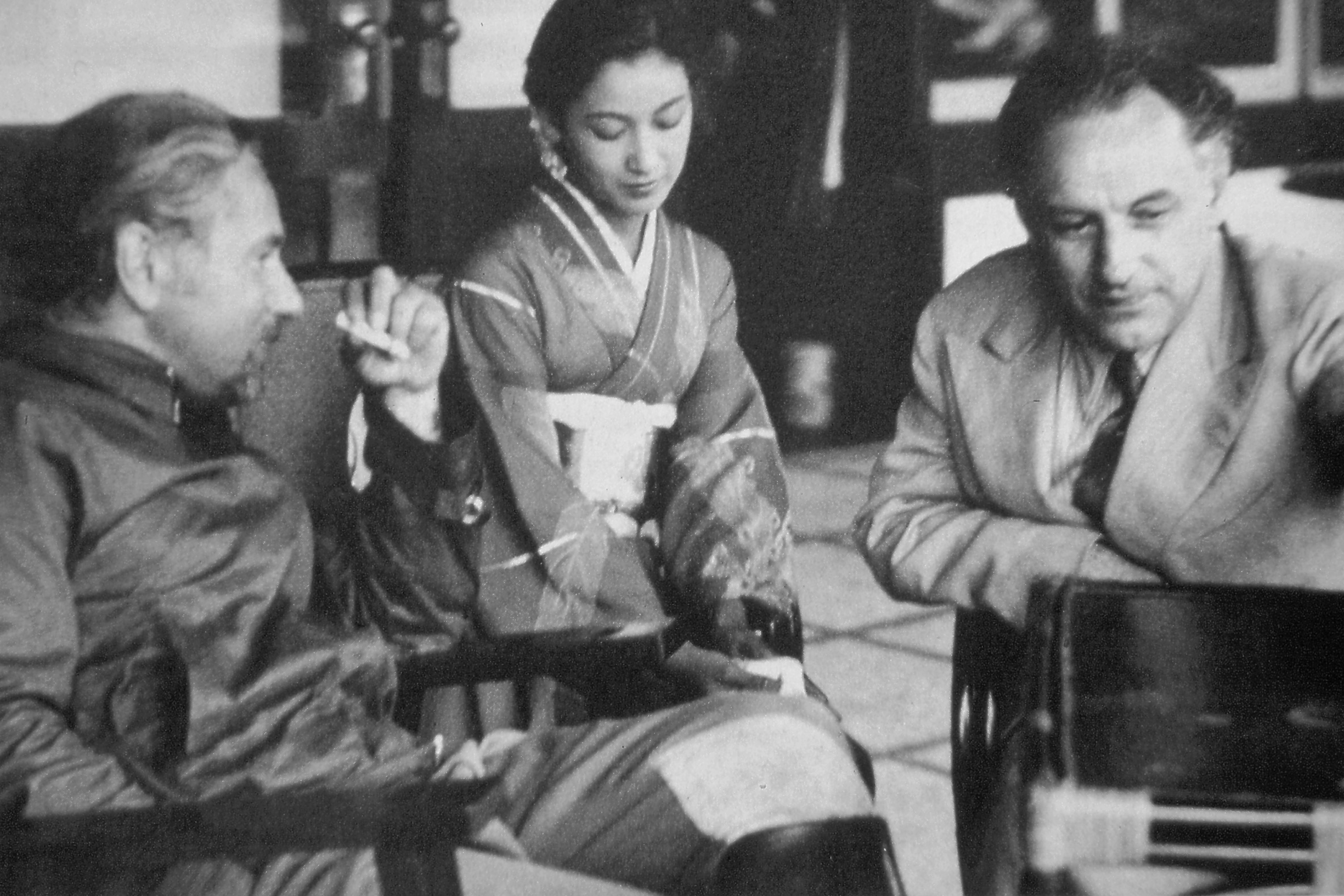
Von links nach rechts: Josef von Sternberg, Setsuko Hara und Arnold Fanck in Japan, 1937

Von Sternberg reiste 1937 nach Japan, kurz nachdem er seine beruflichen Beziehungen mit Paramount und Columbia beendet hatte. Er traf japanische Kritiker und Filmenthusiaten, die seine Stumm- und Tonfilme studiert hatten und bewunderten. Von Sternberg besuchte den Produzenten Kawakita und den Regisseur Fanck bei den Dreharbeiten von „Die Tochter des Samurai“ vor Ort, um die Möglichkeiten einer filmischen Zusammenarbeit zu besprechen. Als 1939 der Krieg ausbrach, wurden die Gespräche unterbrochen. Sowohl Kawakita als auch Osawa dienten während des gesamten Krieges dem kaiserlichen Japan und produzierten Propagandafilme in China bzw. Japan. Nachdem Japan 1945 den Krieg verloren hatte, stufte der Oberbefehlshaber der Alliierten beide Produzenten als Kriegsverbrecher der Klasse B ein und schloss sie damit bis 1950 von der japanischen Filmindustrie aus.

## Produktionsgeschichte

### Vorproduktion
Von Sternberg nahm 1951 den Kontakt zu Kawakita wieder auf. 1952 erklärte sich der Produzent bereit,  einen Film mit großzügigem Budget zu finanzieren, der  auf dem „Anatahan-Vorfall“ beruhen sollte, und engagierte die Firma Toho als Verleiher. Kazuo Takimura firmierte dann als Produzent für das Projekt, während Kawakita und Osawa im Nachspann nicht genannt werden sollten. Eiji Tsuburaya, der bald darauf durch seine Godzilla-Filme bekannt werden sollte, wurde als Regisseur für Spezialeffekte gewonnen. Die Soundtrack und die Soundeffekte wurden vom Komponisten Akira Ifukube erstellt.
Als Josef von Sternberg von einem französischen Kritiker gefragt wurde, warum er in den Fernen Osten gegangen sei, um eine Studiokulisse für Anatahan zu bauen, wo er doch genau die gleiche auf dem Studiogelände von Hollywood hätte errichten können, antwortete er: „Weil ich ein Poet bin.“ Seit seiner Ankunft in Japan im August 1952 studierte von Sternberg zahlreiche ins Englische übersetzte Berichte über die Anatahan-Affäre und wählte aus diesen die Erinnerungen des Überlebenden Michiro Maruyama für eine Filmadaption aus. Der Drehbuchautor Tatsuo Asano wurde angeworben, um dem japanischen Filmdialog die lokale Dialektfärbung zu geben. Von Sternbergs narrative Anforderungen reduzierten die Anzahl der Schauspieler auf dreizehn Männer und eine Frau, die die gesamten sieben Jahre in Isolation verbringen sollten (die tatsächliche Anzahl der Schiffbrüchigen wurde im Jahr 1944 mit 30–32 Personen angegeben, von denen zwanzig überlebten).
Der Produzent Osawa erhielt keine Erlaubnis zur Nutzung der Toho-Studioeinrichtungen in Tokyo. Er verlegte daraufhin das Projekt in den Okazaki-Industriepark in Kyoto, wo eine universelle Naturkulisse gebaut werden sollte. Von Sternberg kam mit zwei japanischen Dolmetschern in die improvisierten Studios und leitete den Prozess einer peniblen Zusammenarbeit ein, bei der er die Kontrolle über jeden Aspekt der Koproduktion ausüben wollte. Es wurde ein sehr detailliertes Storyboard erstellt – das „Anatahan-Diagramm“ – das Schaubilder für jeden Aspekt der Erzählung enthielt. Ablaufdiagramme für Schauspieler wurden farbcodiert, um das Timing und die Intensität von Emotionen, Aktionen und Dialogen anzuzeigen und die „psychologische und dramatische“ Kontinuität für jede Szene zu sichern. Diese visuellen Hilfsmittel dienten auch teilweise dazu, Missverständnisse im Zusammenhang mit Sprachbarrieren zu vermeiden (von Sternberg sprach kein Japanisch und die Crew und die Schauspieler kein Englisch).

### Schauspieler und Crew
Von Sternberg wählte die Schauspieler aus aufgrund „seines ersten Eindrucks von ihrem Aussehen und unter Vernachlässigung ihrer schauspielerischen Fähigkeiten.“ Der 33-jährige Kozo Okazaki, ein Kameramann der Second Unit, wurde während der Vorproduktion zum exekutiven Kameramann des Projekts gekürt. Nahezu der gesamte Film wurde inmitten der stilisierten und kunstvoll gefertigten Kulisse gedreht. Die Produktion begann im Dezember 1952 und endete im Februar 1953. Der Film wurde im Juni und im Juli 1953 unter dem Titel „The Saga of Anatahan (アナタハン)“ dem japanischen Publikum erstmals gezeigt.
Neben den Schauspielern bestand außer von Sternberg die Filmcrew nur aus Japanern. Der Künstlerische Leiter war Takashi Kono, der Direktor für Spezialeffekte Eiji Tsubaraya und der exekutive Kameramann Kozo Okazaki.

### Postproduktion
Von Sternberg fügte dem Film in der Postproduktion eine von ihm englisch gesprochenen VoiceOver-Kommentar (mit Übersetzung in japanische Untertitel) hinzu. Die „körperlose“ Erzählung erklärt „Handlung, Ereignisse und japanische Kultur und Rituale.“ Der Regisseur erstellte auch eine Broschüre, in der den Kinobesuchern eine persönliche Erklärung gegeben wurde, in der betont wurde, dass die Produktion keine historische Darstellung eine Ereignisses während des Zweiten Weltkriegs sein sollte, sondern eine zeitlose Geschichte menschlicher Isolation – eine universelle Allegorie.
Nach der enttäuschenden Resonanz nach der Premiere 1953 arbeitete Sternberg noch vier weitere Jahre am Filmschnitt, um eine neue Version des Filmes in die Kinos bringen zu können. In der Folgezeit gab er dieses Projekt auf und ging zurück an die University of California, Los Angeles (UCLA), um dort für den Rest seines Lebens als Dozent für Filmwissenschaft zu unterrichten.

## Rezeption
Als von Sternberg 1952 ankam, um mit der Vorproduktion zu beginnen, waren die dramatisierten und manchmal schockierenden Darstellungen der Anatahan-Ereignisse in der Presse weit verbreitet. Kritiker fragten, warum von Sternberg eine Geschichte adaptiert habe, die bei vielen Japanern „ungute Gefühle“ auslösen konnte. Der Regisseur gab Presseerklärungen heraus, in denen er versprach, dass sein bevorstehender Film ein künstlerisches Unterfangen sei, das dem japanischen Publikum gefallen solle, und keine forensische Nachstellung einer Kriegskatastrophe.
Die Saga von Anatahan wurde im Juni 1953 uraufgeführt, nachdem sie in überregionalen und lokalen Zeitungen ausführlich besprochen worden war. Die kritische Bewertung des Films war einheitlich vernichtend, einschließlich eines in "Kinema Junpo" veröffentlichten Roundtable-Gesprächs für mehrere Journalisten. Wie der Filmhistoriker berichtet:
„Journalisten zerfetzten den Film buchstäblich, indem sie von Sternbergs Regie, seine exotische Sichtweise, das amateurhafte Schauspiel der Filmcrew und seine Idee, aus der Geschichte überhaupt einen Film zu machen, heftig kritisierten. Sie kritisierten Kawakita und Osawa dafür, dass sie von Sternberg die vollständige Kontrolle über eine teure Filmproduktion überlassen hatten, die nur die Japaner auf der Leinwand darstellte.“
Die Kritik richtete sich auch gegen von Sternberg, weil er der einsamen Frau auf der Insel, Higa Kazuko (dargestellt von Akemi Negishi) und den männlichen Überlebenden gegenüber eine sympathische Haltung einnahm. Besonders hart urteilte der Kritiker Fuyuhiko Kitagawa, der von Sternberg moralischen Relativismus vorwarf. Es fehle ihm das Einfühlungsvermögen für die japanischen Befindlichkeiten nach dem Krieg. Die Premiere und die ersten öffentlichen Vorführungen in Tokio und Kyoto wurden halbherzig unterstützt. Einen bescheidenen kommerziellen Erfolg sahen die Investoren darin, dass das Projekt die Gewinnschwelle erreicht hatte.
Kawakita präsentierte die Sage von Anatahan 1953 bei den Filmfestspielen von Venedig, wo sie aber von einem weiteren Kawakita-Beitrag, nämlich Ugetsu des Regisseurs Kenji Mizoguchi, in den Schatten gestellt wurde.
Als Kawakita Anatahan für den Vertrieb in Europa freigab, wurde von Sternbergs als monoton empfundene Erzählstimme durch die eines japanischen Jungen ersetzt. Sie lieferte denselben Text in gebrochenem Englisch, um ihn für das englischsprachige Publikum „authentischer japanisch“ zu machen.
Laut Scott Eymann in „Film Comment“ erlebte der Film in den USA nur eine „pflichtgemäß theatralische Veröffentlichung“ ("He received what seems to have been a 'token theatrical' release.").
Der Filmdienst empfiehlt die „vielbeachtete letzte Arbeit von Sternbergs“ ab 16 Jahren und schreibt: „Keine Soldatengeschichte, sondern eine Robinsonade, die ihre Abenteuer mehr in den Dschungel männlicher Leidenschaften als in die Gefahrenzone Mensch-Natur verlegt.“